# メガトーキョー
『メガトーキョー』 (Megatokyo) は、フレッド・ギャラガーとロドニー・キャストンによるウェブコミック。2000年8月から公式サイトにて連載している。当初はギャラガーが作画、キャストンが原作を担当していたが、創作性の相違を経てキャストンがギャラガーに著作権を売却し、2002年7月からはギャラガーが単独で制作している。

## 作風
日本の漫画を意識した鉛筆画で、ギャラガーはスキャナーで取り込んだものをウェブで公開している。当初はウェブでの公開のみであったが、好評により単行本が出版されている。

## 作品の評価
単行本としての『メガトーキョー』は、2004年7月に『ニューヨーク・タイムズ』紙のブック・レビュー欄で11位を獲得した。また、『ニューヨーク・タイムズ』紙はジョン・ホジマン（John Hodgman）による書評を掲載した。2005年2月には、単行本3巻が書店売りのグラフィックノベル部門で売上3位を記録。ウェブコミックとしては「新作が掲載される日のページビューは5万、1日のユニークユーザー数は35,000に達する」としている。一方で、ウェブコミックの批評家エリック・バーンズは、自身のウェブサイト『WebSnark』で『メガトーキョー』について「毎回掲載される漫画がこっけいなものであればまだ我慢できるが、ストーリーを前面に打ち出すなら、新たな読者を惹きつけるためにはストーリー展開を早めなければならない」と述べて、ギャラガーのストーリー描写が遅いことを批判している。

## ストーリー
舞台は現在の東京。内気なアメリカ人のピロ(Piro)と、ハードコアなゲーマーのラルゴ(Largo)が、アメリカのゲームショーElectronic Entertainment Expo（E3）を見るために会場に潜入しようとするところからストーリーが始まる。E3に入場できず、酒に酔って会場で醜態をさらしたラルゴをピロは飛行機に押し込み、ふたりはアニメとゲームの「聖地」日本にやってきた。しかし、ラルゴとピロは買い物のしすぎで帰りの旅費が無くなり、そのまま日本に滞在することになってしまう。ラルゴは英語教師の職を得て、ピロはゲーム屋に住み込みで働くことになり、様々な人たちと知り合いになっていく。作者は日本をよく知っているようで、いわゆる「外国人の見た変な日本」にはなっていない。
ストーリーはピロ、ラルゴ、それぞれに2つの話が並行して進み、ときに交差する。ピロを中心とした話はより現実的で、ラブ・ストーリーや「自分探し」の要素が強く、また、多くの女性がピロのもとに集まり、ハーレム・マンガの要素も強い。ラルゴを中心とした話はFPSを初めとしたゲーム世界を思わせるもので、現実とゲームの区別ははっきりしない。ストーリーは全編にわたり守護天使や少女型アンドロイドが登場する仮想現実的な世界である。マンガ、ゲーム、コスプレ、アニメ、声優といったオタク文化を取り込んだものとなっている。

## 登場人物
ピロ (Piro)
主人公。マンガ、アニメ、ゲーム好き。小柄でメガネをかけた一見女性的で内気なオタク。日本語を不自由なく話す。イラストはうまいが自分に自信を持てず、すべてにオドオドした態度を見せる。女性には奥手だったが、日本に来てからなんとなくもてるようになり、顔つきもしっかりとしてきた。精神的なダメージを受けるオチがお約束となっている。客として入ったメガ・ゲーマーで店員のえりかに新入りのアルバイトと間違われたことから、そのままそこで働き始める。駅で落とし物を拾われたことがきっかけで希美子と知り合い、恋をする。作者のギャラガーがモデルである。
ラルゴ (Largo)
主人公。積極的で自信家のハードコアなゲーマー。飲んだくれでLeet語を流暢に操り、考えるより先に行動するタイプのコミカルなキャラクターである。物理的なダメージを受けるオチがお約束となっている。私立大東高校で英語教師をしながら、ゲームの世界で戦いを繰り広げるが、ストーリーで描かれるゲーム世界と現実との境界はあいまいである。希美子のルームメイトであるえりかに近づく。メガトーキョーの共同制作者であったキャストンがモデル。

早坂 えりか（はやさか-）
元アイドル声優、コスプレイヤー、現メガ・ゲーマー店員。人気絶頂で引退した。クールでシニカル。
七澤 希美子（ななさわ きみこ）
声優志望だが、自分に自信を持てない。えりかとルームシェアしている。『アンナミラーズ』でアルバイト中、新発売のゲームキャラの声優に抜擢される。
園田 由紀（そのだ ゆき）
ピロに興味を示す女子中学生。父の雅道（まさみち）は警視庁特別災害機動隊に勤務する警察官。母のメイミは主婦。アイドルの追っかけに忙しい兄・裕二がいる。
倉林 麻子（くらばやし あさこ）
由紀の同級生。由紀とピロの仲に興味津々。
寺本 真美（てらもと まみ）
由紀の同級生。
ピング (Ping)
PS2用アクセサリーで、少女型のアンドロイド。プログラムにより性格を替えられるが、普通の少女の感性を持っている。全年齢対応モデルのため、アダルトなシチュエーションには対応していない。つばさが出資したファンドの開発成果であった。
凍耶 美穂（とうや みほ）
ストーリーの佳境に現れる、ゴシック・ロリータファッションを身にまとう謎めいた少女。私立大東高校に通学している。ピングと友人になる。ゲーム世界では、ピロと恋人同士だった過去をもつ。
セラフィム
ピロの良心を体現する守護天使。ピロが判断に迷う場面でピロを説教する。ギャラガーの妻サラがモデル。
ブー
ラルゴの守護天使で、ハムスター。
つばさ
ピロの日本での友人。ピロとラルゴを自宅に迎え入れる。ピロとラルゴの生き方を見て、自らの初恋の人を求めることに決め、渡米。ピロにピングを託す。ギャラガーの友人がモデル。
柳沢（やなぎさわ）
メガ・ゲーマーの店長。ピロとラルゴに、店の3階にある倉庫を住居として提供する。

## 単行本
- Megatokyo Volume 1: Chapter Zero (Studio Ironcat)
- Megatokyo Volume 1, 2nd ed.  (Dark Horse Comics)
- Megatokyo Volume 2  (Dark Horse Comics)
- Megatokyo Volume 3  (Dark Horse Comics)
- Megatokyo Volume 4  (CMX/DC Comics)
- Megatokyo Volume 5  (CMX/DC Comics)
- メガトーキョー vol.1 (講談社BOX)　ISBN:978-4062836609

2009年5月に講談社BOXレーベルより日本語版vol.1が発売された。訳者は椎名ゆかり。2008年講談社の文芸誌『ファウスト』Vol.7に初期エピソードの抜粋が先行して掲載されている。